# Begegnung mit Werther
Begegnung mit Werther ist eine deutsche Goethe-Verfilmung aus dem Jahre 1949 des Theaterregisseurs Karl-Heinz Stroux mit Horst Caspar in der Titelrolle. Die Lotte spielt Heidemarie Hatheyer. Der Film wurde anlässlich des 200. Geburtstags des deutschen Dichterfürsten produziert.

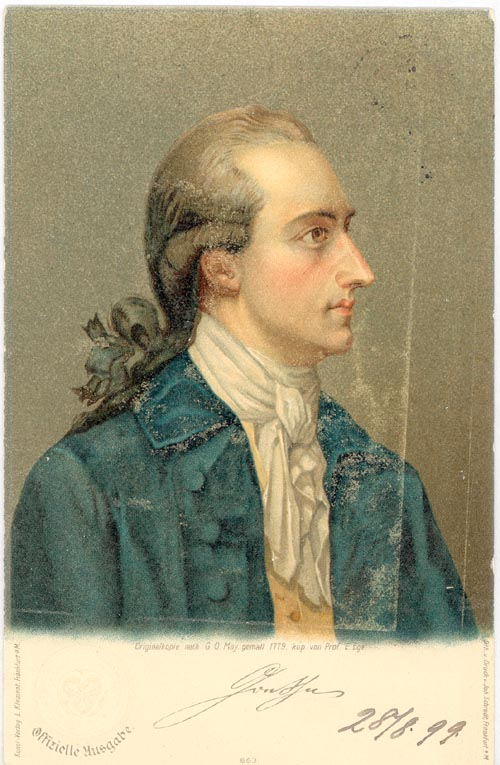
Der junge Goethe, wenige Jahre nach Erscheinen des „Werther“ (Postkarte nach einem Gemälde von Georg Oswald May)

## Handlung
Der Film hält sich weitgehend – auch in seiner Wortlastigkeit – an die literarische Vorlage Die Leiden des jungen Werthers. Im Zentrum des Geschehens steht der schwärmerische Titelheld, der eines Tages auf einem Dorffest die junge Lotte kennenlernt und sich schlagartig in sie verliebt. Lotte ist jedoch nicht mehr frei, sondern mit Albert verlobt, den sie auch zu heiraten gedenkt. Für Werther bedeutet diese Erkenntnis, dass seine Liebe ohne Hoffnung ist, einen Sturz ins Bodenlose. Er geht fort, um Lotte vergessen zu können…
In dieser Zeit verdient er sich seinen Lebensunterhalt als Gerichtsassessor. Doch Werther zieht es eines Tages in die alte Heimat zurück. Hier muss er feststellen, dass Lotte mit Albert verheiratet ist, allerdings unglücklich. Rasch entflammt Werthers Liebe zu Lotte aufs Neue, und diesmal scheint die junge Ehefrau auch nicht vollkommen abgeneigt. Doch es siegen die Konventionen: Lotte sieht sich nicht imstande, ihren Mann Albert zu verlassen, und so bleibt alles beim Alten. In tiefster Verzweiflung erschießt sich Werther daraufhin selbst.

## Produktionsnotizen und Auszeichnungen
Begegnung mit Werther entstand im Winter 1948/49 im Atelier München-Geiselgasteig sowie in Limburg, Wetzlar und Marburg an der Lahn.  Der Film wurde am 5. August 1949 in Wuppertal uraufgeführt. Die (West-)Berliner Premiere war am 15. Oktober 1949. Der Film galt, nach Helmut Käutners Kabarettfilm Der Apfel ist ab, als zweitteuerste westdeutsche Nachkriegsproduktion der Jahre 1946 bis 1949.

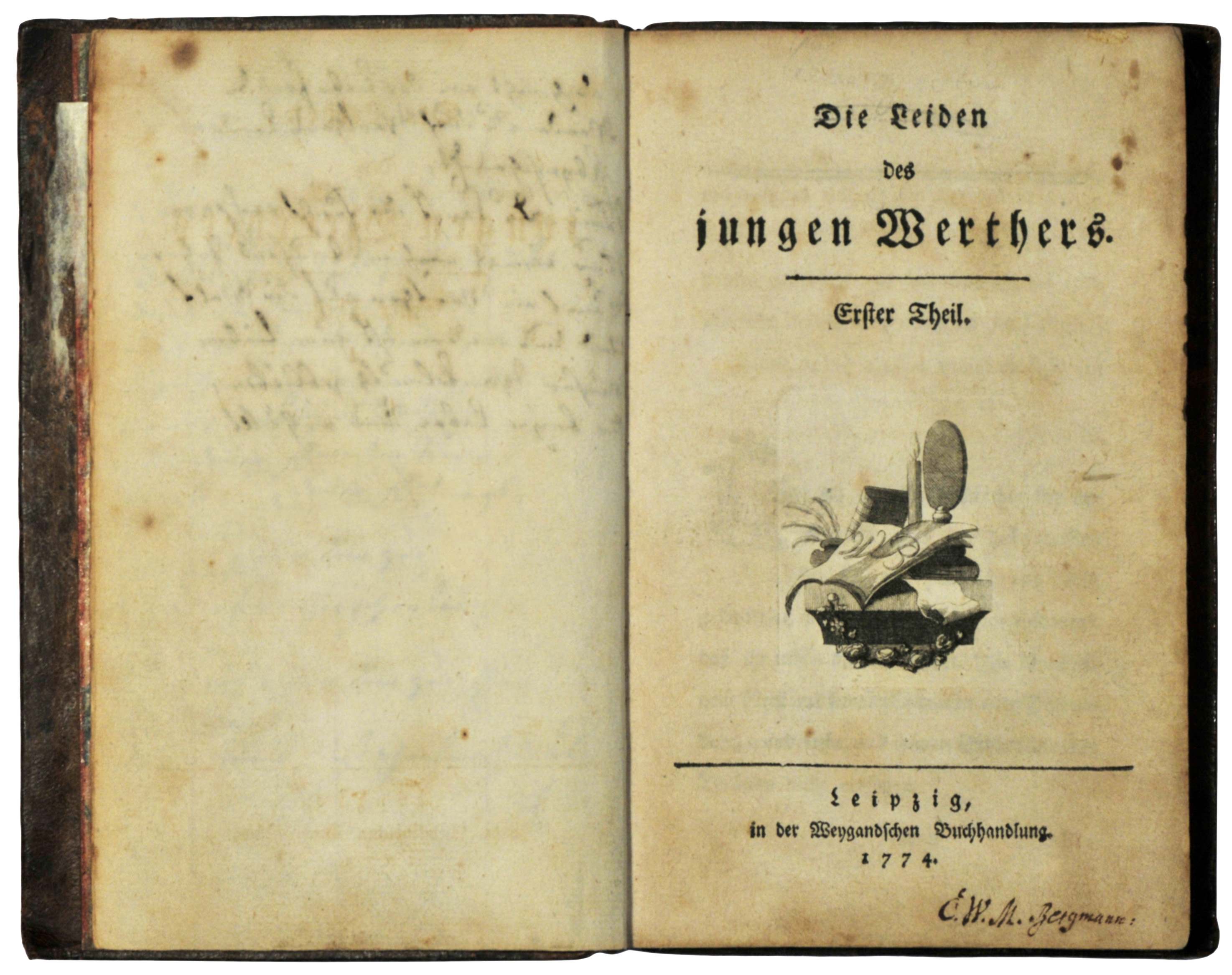
Titelblatt des Erstdrucks von Goethes Briefroman (1774)

Die szenischen Entwürfe stammten von Herta Boehm, Gustaf Gründgens’ langjähriger Bühnenbildnerin. Paul Markwitz zeichnete für die Filmbauten verantwortlich, Brigitte Götting für die Kostüme. Der gebürtige Tscheche Karl Lieffen gab hier sein Filmdebüt.
Einige der hier mitwirkenden Schauspieler (u. a. Rudolf Reiff, Friedrich Siemers und Karl Lieffen) arbeiteten zur Drehzeit unter Stroux’ Regie am Staatstheater Wiesbaden.
Dieser Film war nach Der große Mandarin die zweite Leinwandinszenierung, die der Theatermann Stroux kurz hintereinander für die kleine Wiesbadener Firma Nova-Film Georg Fiebigers drehte. Und wie Der große Mandarin war auch Begegnung mit Werther ein gewaltiger Kritiker- wie Kassenflop.

## Kritiken
Der Film wurde von der Kritik überwiegend verrissen, man rieb sich vor allem an der theatralischen und „ekstatische(n) Spielweise“ des Bühnenstars Horst Caspar und an der bühnenhaften, statischen Regie.
In Der Spiegel war in der Ausgabe vom 11. August 1949 zu lesen: „Zwischen romantischer Natur, anheimelnd-traulichem Lotte-Haus und galant-kalten Fürstenhöfen rollte Stroux das Schicksal Werthers und Lottes ab, die ‚ewig gültige‘ Geschichte des jungen Mannes, der sich in der hoffnungslosen, unerfüllten Liebe zu einer schon verlobten, später verheirateten Frau verzehrt und zugrunde richtet. Bis in die belanglosesten Details verfolgt die Kamera Liebe und Schwärmerei des jungen Werther. Zum Schluß der Tag, an dem er und Lotte sich zum erstenmal küssen. Im Grauen des nächsten Morgens schaut er noch einmal auf Lottes Schattenriß, drückt die Schleife, die sie ihm schenkte, noch einmal ans Herz und erschießt sich.“
In Curt Riess’ Das gibt’s nur einmal heißt es: „Der Dialog stammt von einem gewissen Goethe. Und hier beginnen die Schwierigkeiten. Denn natürlich will man keines der kostbaren Worte des großen Goethe streichen. Also ist das Drehbuch mit Dialogen förmlich überladen. Und jeder Fachmann sieht, daß dieser Film viel zu geschwätzig ist, um überhaupt wirken zu können … Regie führt Karl Heinz Stroux, bereits um diese Zeit einer der ersten deutschen Theaterregisseure. (…) Er verfällt in den Fehler so vieler Theaterregisseure, nämlich Theater zu verfilmen. Er läßt seine Schauspieler deklamieren. Besonders schlimm ist dies im Falle Horst Caspar. Der kennt den Begriff des Unterspielens – so wichtig im Film – überhaupt nicht. Alles ist bei ihm Aussage, Schrei, jedes Wort wird bei ihm mit besonderer Konzentration und größter Lautstärke sozusagen ins Weltall hinausgeschleudert“.
Im Lexikon des internationalen Films heißt es: „Literarisch bemühte, aber uninspirierte und stilistisch holprige Verfilmung von Goethes autobiografisch geprägtem Jugendroman ‚Die Leiden des jungen Werther‘ (1774). Einer der raren Abstecher des Theaterregisseurs Stroux in das Medium Film.“